# Anton Hysén
Glenn Anton Hysén (ur. 13 grudnia 1990) – szwedzki piłkarz, występujący na pozycji lewego obrońcy.

## Życiorys

### Wczesne lata
Jest jednym z trzech synów szwedzkiego piłkarza Glenna Hyséna.

### Kariera
Karierę piłkarską rozpoczynał w klubie Torslanda IK w Göteborgu a następnie grał dla Lundby IF i BK Häcken. W latach 2010–2013 był zawodnikiem klubu Utsiktens BK. W 2014 grał w amerykańskiej drużynie Myrtle Beach FC, a od 2015 jest zawodnikiem szwedzkiego klubu Torslanda IK.
W 2011 wziął udział w programie Waterwörld. W 2012 uczestniczył w siódmej edycji programu TV4 Let’s Dance. Jego partnerką taneczną była Sigrid Bernson, z którą wygrał w finale. Od 8 do 30 maja 2015 z Bernson brał udział w spin-offie konkursu, Let’s Dance 10 år, który ostatecznie wygrał w finale.

### Życie prywatne
W 2011 oznajmił publicznie, że jest gejem.

## Programy telewizyjne
- 2011: Waterwörld − uczestnik
- 2012: Let’s Dance − uczestnik 7. edycji; zajął 1. miejsce
- 2015: Let’s Dance 10 år − uczestnik spin-offu; zajął 1. miejsce